# Devarayasamudra, Mulbagal
Devarayasamudra là một làng thuộc tehsil Mulbagal, huyện Kolar, bang Karnataka, Ấn Độ.